# City of Victor Harbor
Victor Harbor är en region i Australien. Den ligger i delstaten South Australia, omkring 65 kilometer söder om delstatshuvudstaden Adelaide. Antalet invånare är 14 639.
Följande samhällen finns i Victor Harbor:
- Victor Harbor
- Encounter Bay
- Hindmarsh Valley
- Waitpinga

Trakten runt Victor Harbor består till största delen av jordbruksmark. Runt Victor Harbor är det ganska glesbefolkat, med 23 invånare per kvadratkilometer. Genomsnittlig årsnederbörd är 766 millimeter. Den regnigaste månaden är juni, med i genomsnitt 142 mm nederbörd, och den torraste är december, med 22 mm nederbörd.